# Руководящие принципы предпринимательской деятельности в аспекте прав человека ООН
Руководящие принципы предпринимательской деятельности в аспекте прав человека (англ. The United Nations Guiding Principles on Business and Human Rights (UNGPs)) — принципы для осуществления рамок Организации Объединенных Наций в отношении "защиты, соблюдения и средств правовой защиты". Этот первый общепризнанный глобальный международный стандарт в области прав человека и бизнеса, включает в себя 31 принцип.

## История
Руководящие принципы одобрены Советом по правам человека ООН 16 июня 2011 года.

## Описание
Руководящие принципы предпринимательской деятельности в аспекте прав человека ООН включают в себя три основных элемента для внедрения этих рамок:
- Государственная обязанность защищать права человека
- Корпоративная ответственность за соблюдение прав человека
- Доступ к средствам правовой защиты в случае нарушения.